# Leyre Romero Gormaz
Leyre Romero Gormaz (* 6. April 2002) ist eine spanische Tennisspielerin.

## Karriere
Romero Gormaz begann mit vier Jahren mit dem Tennisspielen, ihr bevorzugter Belag ist der Sandplatz. Sie spielt vor allem Turniere auf der ITF Women’s World Tennis Tour, auf der sie bislang sieben Titel im Einzel und fünf im Doppel gewinnen konnte.
2020 trat sie bei den Juniorinnenwettbewerben bei den French Open an. Im Juniorinneneinzel erreichte sie mit Siegen über Jana Kaladsinskaja und Diana Schneider das Achtelfinale, wo sie Alexandra Eala knapp in drei Sätzen unterlag. Im Juniorinnendoppel schied sie dagegen mit Partnerin Julia Garcia bereits in der ersten Runde aus.
2021 startete sie bei den ITF World Tennis Tour Gran Canaria 2021 mit einer Wildcard im Dameneinzel, scheiterte aber bereits in der ersten Runde in drei Sätzen an Tessah Andrianjafitrimo. Im Damendoppel trat sie mit Claudia Hoste Ferrer ebenfalls mit einer Wildcard an, die beiden scheiterten aber ebenfalls bereits in der ersten Runde. Auch bei der anschließenden ITF World Tennis Tour Maspalomas scheiterte Romero Gormaz mit Partnerin Jéssica Bouzas Maneiro bereits in der ersten Runde des Damendoppels. Ebenso war bei der BBVA Open Internacional de Valencia sowohl im Einzel als auch Doppel bereits in der ersten Runde Endstation. Bei den Open Ciudad de Valencia erreichte sie als Qualifikantin das Hauptfeld im Dameneinzel, wo sie durch Aufgabe von Dalma Gálfi in der ersten Runde in die zweite Runde gelangte, wo sie dann aber klar in zwei Sätzen mit 0:6 und 2:6 Seone Mendez unterlag.
2022 unterlag sie an der Seite von Yvonne Cavalle-Reimers beim Torneig Internacional de Tennis Femení Solgironès im Damendoppel bereits in der ersten Runde. Bei den anschließenden BBVA Open Internacional de Valencia erreichte sie als Qualifikantin das Hauptfeld im Dameneinzel und mit einem Erstrundensieg über Solana Sierra die zweite Runde.

## Turniersiege

### Einzel
| Nr. | Datum              | Turnier            | Kategorie | Belag | Finalgegnerin          | Ergebnis       |
| --- | ------------------ | ------------------ | --------- | ----- | ---------------------- | -------------- |
| 1.  | 25. Juli 2021      | Kairo              | ITF W15   | Sand  | Tina Nadine Smith      | 7:5, 7:64      |
| 2.  | 1. August 2021     | Kairo              | ITF W15   | Sand  | Tayisiya Morderger     | 6:2, 6:3       |
| 3.  | 19. Juni 2022      | Denain             | ITF W15   | Sand  | Aliona Bolsova         | 6:4, 3:6, 6:4  |
| 4.  | 28. August 2022    | Oldenzaal          | ITF W25   | Sand  | Jekaterina Makarowa    | 6:4, 7:62      |
| 5.  | 11. September 2022 | Marbella           | ITF W25   | Sand  | Carlota Martínez Círez | 6:72, 6:2, 6:0 |
| 6.  | 18. September 2022 | Jablonec nad Nisou | ITF W25   | Sand  | Misaki Matsuda         | 6:1, 7:61      |
| 7.  | 9. Juni 2024       | Caserta            | ITF W75   | Sand  | Jil Teichmann          | 6:2, 4:6, 6:4  |

### Doppel
| Nr. | Datum              | Turnier                   | Kategorie      | Belag     | Partnerin              | Finalgegnerinnen                    | Ergebnis         |
| --- | ------------------ | ------------------------- | -------------- | --------- | ---------------------- | ----------------------------------- | ---------------- |
| 1.  | 24. Juli 2021      | Kairo                     | ITF W15        | Sand      | Claudia Hoste Ferrer   | Jasmijn Gimbrère Demi Tran          | 6:1, 4:6, [11:9] |
| 2.  | 9. Juli 2022       | Getxo                     | ITF W25        | Sand      | Jéssica Bouzas Maneiro | Park So-hyun Sapfo Sakellaridi      | 7:5, 6:0         |
| 3.  | 6. August 2022     | San Bartolomé de Tirajana | ITF W60        | Sand      | Jéssica Bouzas Maneiro | Lucía Cortez Llorca Rosa Vicens Mas | 1:6, 7:5, [10:6] |
| 4.  | 10. September 2022 | Marbella                  | ITF W25        | Sand      | Jéssica Bouzas Maneiro | Julia Riera Daniela Seguel          | 6:4, 6:2         |
| 5.  | 11. Februar 2023   | Porto                     | ITF W40        | Hartplatz | Ekaterine Gorgodse     | Matilde Jorge Tara Würth            | 6:4, 2:6, [11:9] |
| 6.  | 15. September 2024 | Ljubljana                 | WTA Challenger | Sand      | Nuria Brancaccio       | Lina Gjorcheska Jil Teichmann       | 5:7, 7:5, [10:7] |
| 7.  | 3. November 2024   | Santa Cruz de la Sierra   | WTA Challenger | Sand      | Nuria Brancaccio       | Aliona Bolsova Walerija Strachowa   | 6:4, 6:4         |
| 8.  | 23. November 2024  | Charleston                | WTA Challenger | Sand      | Nuria Brancaccio       | Kayla Cross Liv Hovde               | 7:66, 6:2        |